# Homme zodiacal

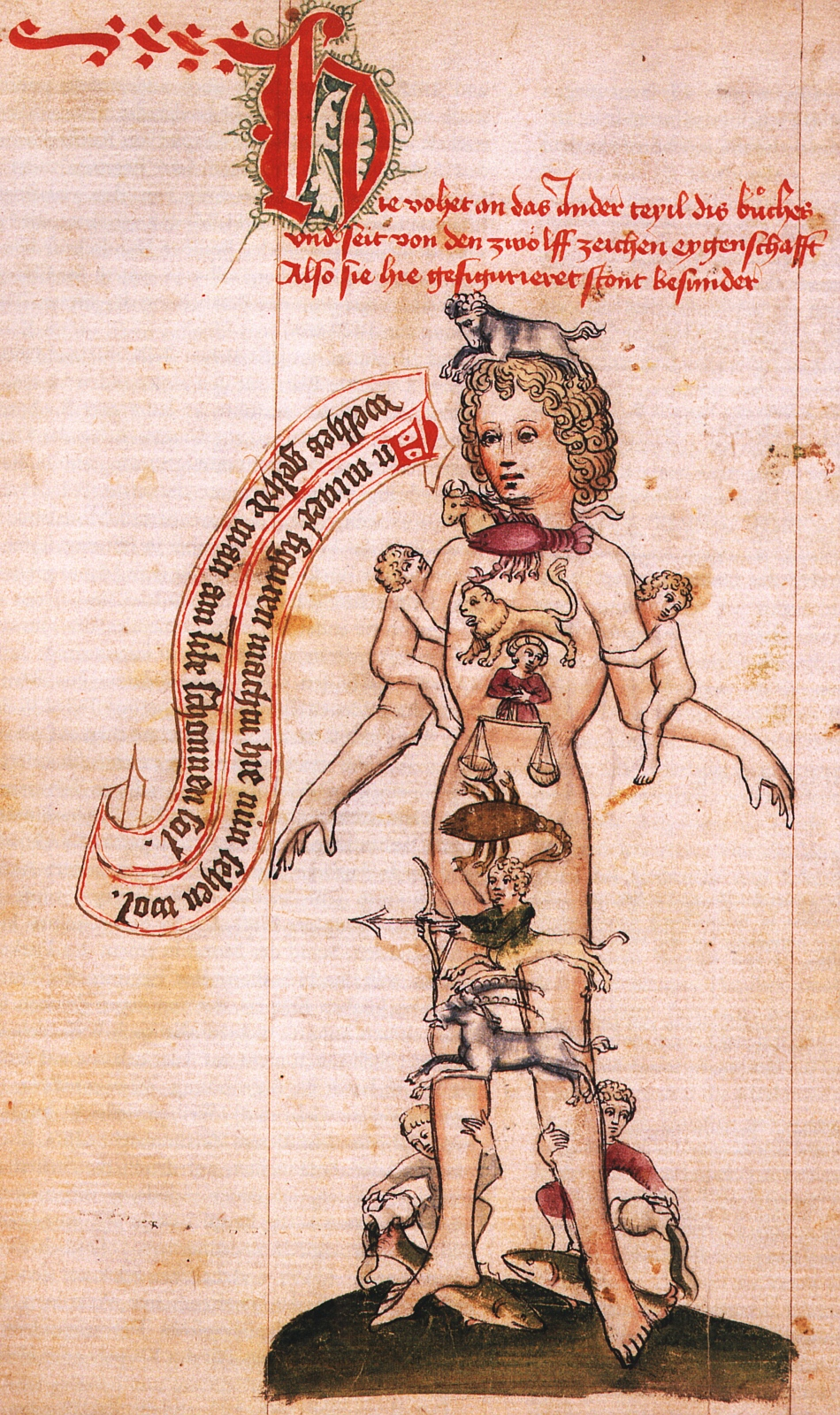
L'homme zodiacal, manuscrit vers 1450-1460.

L'homme zodiacal (en latin homo signorum, littéralement « homme (au sens d'humain) des signes ») est une figure représentant les correspondances entre les différentes parties du corps humain et les signes du zodiaque utilisée à la fin du Moyen Âge et au cours de l'époque moderne. Inspirée de l'astrologie et issue des sciences antiques et médiévales, elle a inspiré un grand nombre de représentations dans des ouvrages à la fin du Moyen Âge et à la Renaissance.

## Origines
Dès l'Antiquité, l'analogie est faite entre l'homme et le cosmos. Le Moyen Âge reprend cette image entre les astres et les différentes parties du corps humain. Plusieurs encyclopédistes médiévaux reprennent cette analogie du corps comme microcosme, tels qu'Isidore de Séville ou Hildegarde de Bingen dans son Scivias ou son Traité des œuvres divines. 

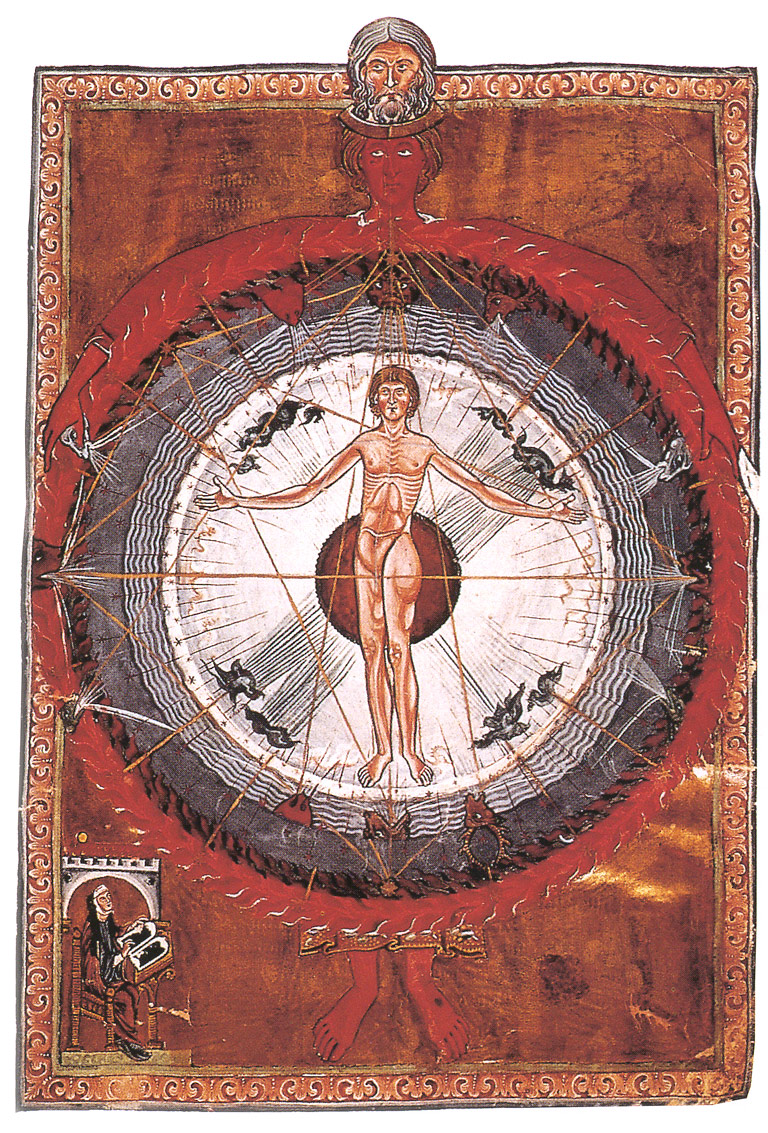
Représentation de l'homme et l'univers, miniature extraite d'un manuscrit du Liber Divinorum Operum d'Hildegarde de Bingen, Biblioteca statale, Lucques, Cod.Lat.1942, f.9
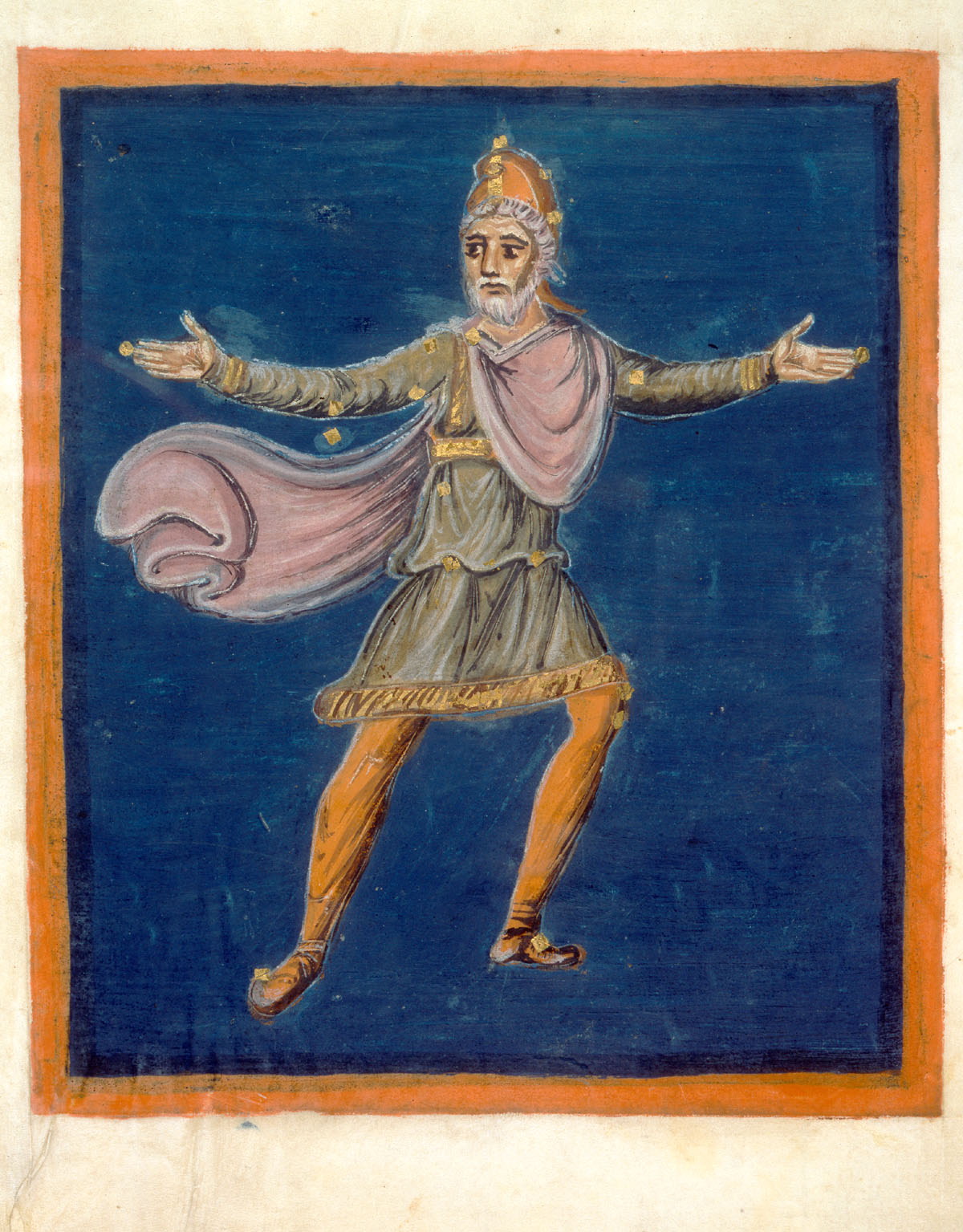
Constellation de Céphée, représentée dans l'Aratea de Leyde.

C'est dans les textes de Marcus Manilius, Astronomica et de Julius Firmicus Maternus, le Mathesis que la correspondance est faite pour la première fois entre le corps et les constellations du zodiaque, mais sans que l'on en ait conservé une représentation graphique. Il faut attendre le XIe siècle pour en voir le premier dessin isolé dans un manuscrit compilant des textes de Galien, Celse et Hippocrate. Le schéma se développe véritablement dans l'iconographie médiévale à partir du XIVe siècle.

## Description
La première représentation canonique de l'homo signorum date du XIIIe siècle et est désignée sous ce nom dès cette époque. L'homme zodiacal ou homme anatomique est représenté fréquemment les bras et les jambes écartés, avec, sur les différentes parties de son corps ou reliés à elles, les douze signes du zodiaque, représentés par leur nom ou par leur symbole : 
- le Bélier gouverne la tête
- le Taureau le cou
- les Gémeaux les poumons, les bras et les épaules
- le Cancer la poitrine et l'estomac
- le Lion le cœur
- la Vierge l'abdomen
- la Balance les reins
- le Scorpion le sexe
- le Sagittaire les hanches et les cuisses
- le Capricorne les genoux
- le Verseau les jambes
- les Poissons les systèmes lymphatique et sanguin.

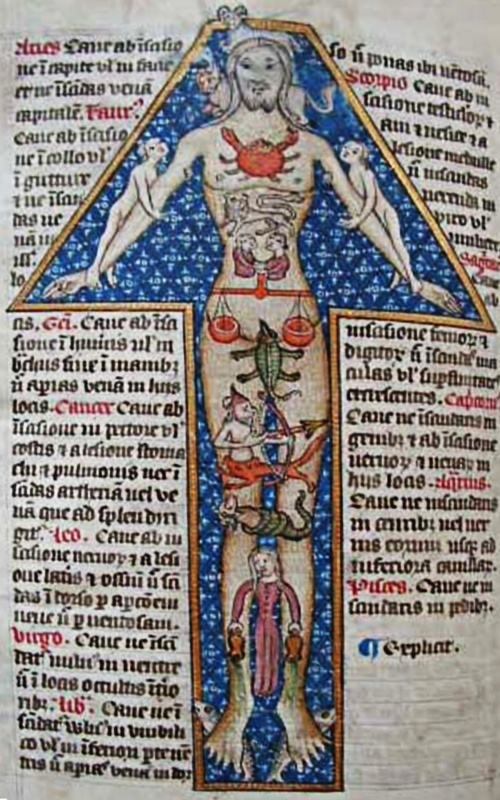
Calendrier d'un psautier, St John's College, Cambridge, MS K.26, fol. 41v
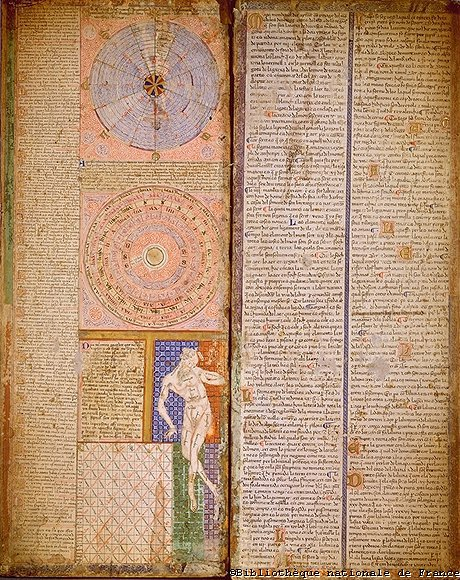
Cosmographie de l'Atlas catalan, BNF
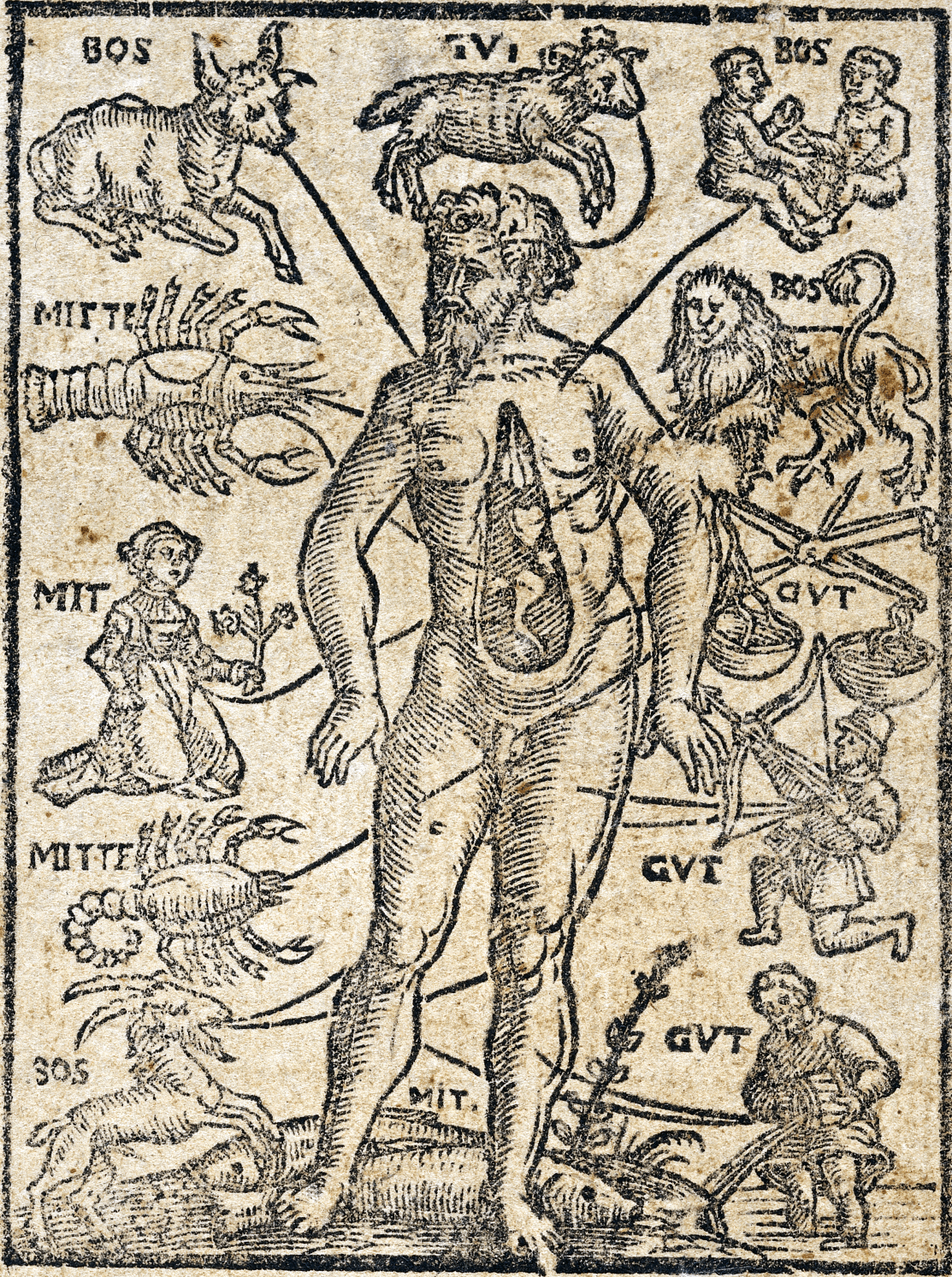
Gravure sur bois d'un almanach de 1580

## Représentations et postérités

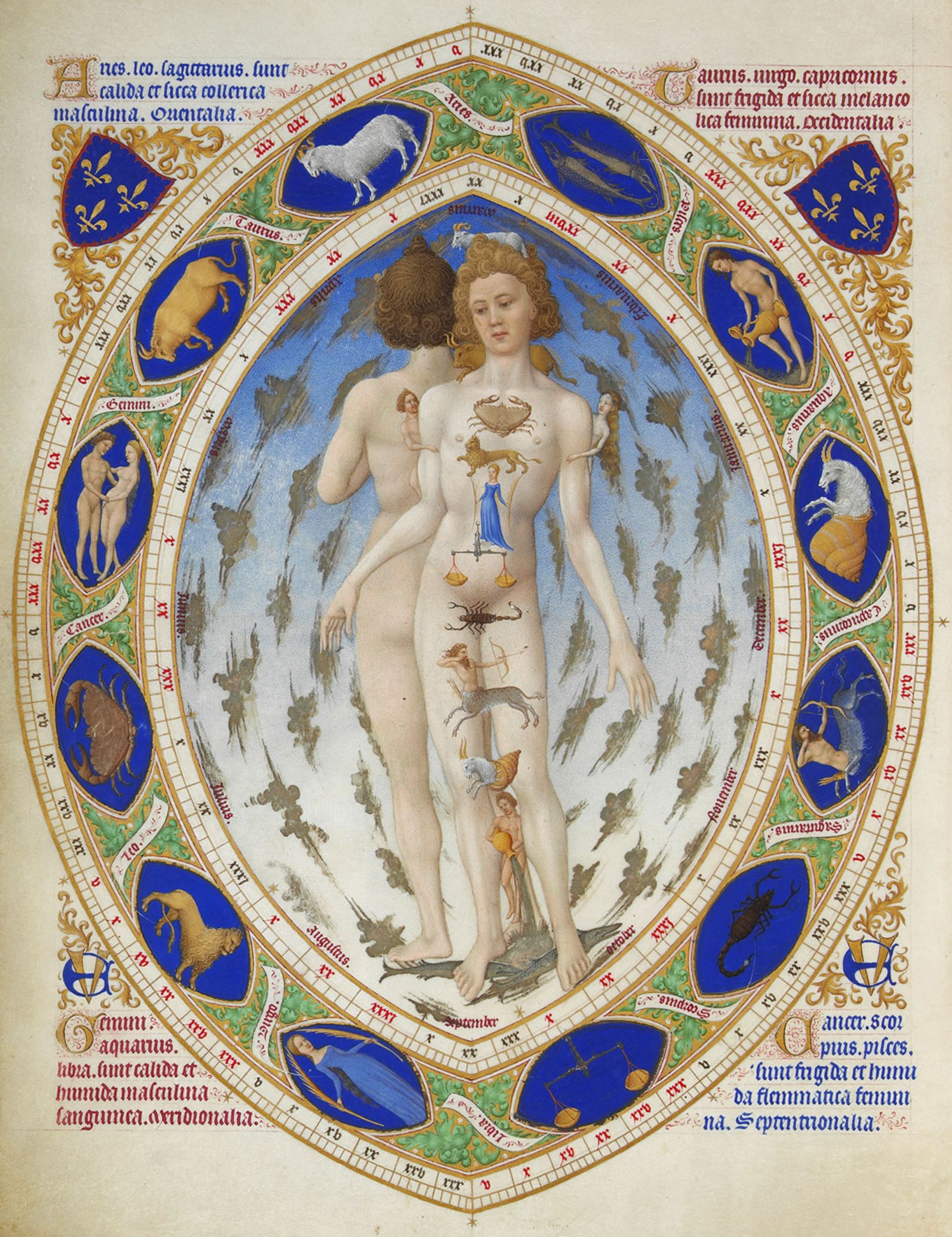
L'homme zodiacal des Très Riches Heures.

L'homme zodiacal est représenté dans les ouvrages de médecine, des ouvrages astrologiques, mais aussi dans des computs voire des ouvrages plus courants comme des livres liturgiques ou des livres d'heures. L'une des plus célèbres représentations se trouve dans Les Très Riches Heures du duc de Berry qui reprend tous les canons du diagramme médiéval.
Avec l'arrivée de l'imprimerie, cette iconographie ne disparaît pas : elle est reprise dans un grand nombre d'almanachs de très grande diffusion jusqu'au début du XIXe siècle.